# Chris Gragg
Chris Gragg (Warren, 30 giugno 1990) è un giocatore di football americano statunitense che gioca nel ruolo di tight end per i New York Jets della National Football League (NFL). Fu scelto nel corso del settimo giro (222º assoluto) del Draft NFL 2013 dai Buffalo Bills. Al college ha giocato a football all’Università dell'Arkansas.

## Carriera professionistica

### Buffalo Bills
Gragg fu scelto nel corso del settimo giro del Draft 2013 dai Buffalo Bills. Debuttò come professionista nella settimana 6 contro i Cincinnati Bengals e segnò il suo primo touchdown nella settimana 10 contro i Pittsburgh Steelers su passaggio dell'altro rookie EJ Manuel. La prima stagione si concluse con 53 yard ricevute e un touchdown in 9 presenze, di cui una come titolare. Nella successiva disputò dieci gare, la metà delle quali come titolare, ricevendo sette passaggi per 48 yard e segnando un touchdown nella vittoria della settimana 5 sui Detroit Lions.

### New York Jets
Il 28 luglio 2017, Gragg firmò con i New York Jets.

## Statistiche
| Partite totali         | 19  |
| Partite da titolare    | 6   |
| Ricezioni              | 12  |
| Yard su ricezione      | 101 |
| Touchdown su ricezione | 2   |

Statistiche aggiornate alla stagione 2014